# Promozione Friuli-Venezia Giulia 1990-1991
Nella stagione 1990-1991 la Promozione era il sesto livello del calcio italiano (il massimo livello regionale). Qui vi sono le statistiche relative al campionato in Friuli-Venezia Giulia.
Il campionato è strutturato in vari gironi all'italiana su base regionale, gestiti dai Comitati Regionali di competenza. Promozioni alla categoria superiore e retrocessioni in quella inferiore non erano sempre omogenee; erano quantificate all'inizio del campionato dal Comitato Regionale secondo le direttive stabilite dalla Lega Nazionale Dilettanti, ma flessibili, in relazione al numero delle società retrocesse dal Campionato Interregionale e perciò, a seconda delle varie situazioni regionali, la fine del campionato poteva avere degli spareggi sia di promozione che di retrocessione.

## Squadre partecipanti
| Squadra                | Città (provincia)           | Stagione 1989-1990                       |
| ---------------------- | --------------------------- | ---------------------------------------- |
| Cormonese Calcio       | Cormons (GO)                | 10º in Promozione                        |
| A.S. Cussignacco       | Udine                       | 10º in Promozione                        |
| S.S. Fontanafredda     | Fontanafredda (PN)          | 15º in Interregionale, gir.D. Retrocesso |
| U.S. Gradese           | Grado (GO)                  | 4º in Promozione                         |
| U.S. Itala San Marco   | Gradisca d'Isonzo (GO)      | 4º in Promozione                         |
| A.S. Lucinico          | Lucinico di Gorizia         | 9º in Promozione                         |
| A.S. Maniago           | Maniago (PN)                | 10º in Promozione                        |
| U.S. Manzanese         | Manzano (UD)                | 4º in Promozione                         |
| A.C. Palmanova         | Palmanova (UD)              | 2º in Promozione                         |
| U.S. Pasianese Passons | Pasian di Prato (UD)        | 4º in Promozione                         |
| U.S. Porcia            | Porcia (PN)                 | 1º in Prima Categoria, gir.B. Promosso   |
| Pordenone Calcio       | Pordenone                   | 18º in Interregionale, gir.D. Retrocesso |
| A.S. Ronchi Calcio     | Ronchi dei Legionari (GO)   | 3º in Promozione                         |
| A.C. San Daniele       | San Daniele del Friuli (UD) | 1º in Prima Categoria, gir.A. Promosso   |
| Pol. San Sergio        | Trieste                     | 8º in Prima Categoria, gir.A. Ripescato  |
| U.S. Serenissima       | Pradamano (UD)              | 8º in Promozione                         |

## Classifica finale
|  | Pos. | Squadra               | Pt | G  | V  | N  | P  | GF | GS | DR  |
|  | ---- | --------------------- | -- | -- | -- | -- | -- | -- | -- | --- |
|  | 1.   | Palmanova             | 44 | 30 | 16 | 12 | 2  | 35 | 17 | +18 |
|  | 2.   | Serenissima Pradamano | 40 | 30 | 16 | 8  | 6  | 32 | 15 | +17 |
|  | 3.   | Manzanese             | 36 | 30 | 12 | 12 | 6  | 36 | 25 | +11 |
|  | 4.   | Fontanafredda         | 36 | 30 | 12 | 12 | 6  | 36 | 25 | +11 |
|  | 5.   | San Daniele           | 35 | 30 | 14 | 7  | 9  | 34 | 25 | +9  |
|  | 6.   | Itala San Marco       | 34 | 30 | 12 | 10 | 8  | 40 | 23 | +17 |
|  | 7.   | Porcia                | 33 | 30 | 9  | 15 | 6  | 29 | 25 | +4  |
|  | 8.   | Cormonese             | 32 | 30 | 11 | 10 | 9  | 34 | 27 | +7  |
|  | 9.   | Cussignacco           | 31 | 30 | 8  | 15 | 7  | 28 | 29 | -1  |
|  | 10.  | Ronchi                | 30 | 30 | 10 | 10 | 10 | 31 | 29 | +2  |
|  | 11.  | Maniago               | 28 | 30 | 7  | 14 | 9  | 18 | 21 | -3  |
|  | 12.  | Lucinico              | 28 | 30 | 8  | 12 | 10 | 22 | 25 | -3  |
|  | 13.  | Gradese               | 25 | 30 | 7  | 11 | 12 | 25 | 27 | -2  |
|  | 14.  | San Sergio            | 21 | 30 | 5  | 11 | 14 | 20 | 38 | -18 |
|  | 15.  | Pasianese Passons     | 15 | 30 | 3  | 9  | 18 | 20 | 50 | -30 |
|  | 16.  | Pordenone             | 12 | 30 | 1  | 10 | 19 | 19 | 55 | -36 |

- Le squadre dal 2º al 13º posto vengono ammesse all'Eccellenza Friulana, San Sergio e Pasianese rimangono in Promozione, Pordenone retrocesso in Prima Categoria.
- Scontri diretti fra squadre a pari punti:
  - Fontanafredda-Manzanese 0-1 e 0-2
  - Maniago-Lucinico 1-1 e 1-0

### Calendario
| andata     | 1ª giornata            | ritorno    |
| 23.09.1990 |                        | 20.01.1991 |
| 2-2        | Cormonese - Palmanova  | 0-0        |
| 2-1        | Ronchi - Fontanafredda | 1-2        |
| 1-1        | S.Sergio - Pas.Passons | 0-0        |
| 0-0        | Lucinico - Serenissima | 1-0        |
| 0-0        | Maniago - Cussignacco  | 0-0        |
| 2-2        | Porcia - Gradese       | 1-2        |
| 4-1        | Manzanese - Pordenone  | 1-1        |
| 0-1        | Itala S.M. - S.Daniele | 0-1        |

| andata     | 4ª giornata             | ritorno    |
| 14.10.1990 |                         | 10.02.1991 |
| 0-0        | Gradese - Pordenone     | 1-1        |
| 0-0        | Cussignacco - S.Daniele | 2-1        |
| 0-0        | Serenissima - Manzanese | 0-0        |
| 1-2        | Pas.Passons - Porcia    | 1-0        |
| 2-2        | Fontanafredda - Maniago | 1-0        |
| 1-0        | Palmanova - Lucinico    | 1-0        |
| 3-0        | Cormonese - S.Sergio    | 2-0        |
| 1-0        | Ronchi - Itala S.M.     | 0-0        |

| andata     | 7ª giornata               | ritorno    |
| 04.11.1990 |                           | 03.03.1991 |
| 2-2        | Lucinico - S.Sergio       | 0-0        |
| 1-1        | Maniago - Ronchi          | 0-0        |
| 0-0        | Porcia - Cormonese        | 0-0        |
| 1-2        | Manzanese - Palmanova     | 0-1        |
| 1-1        | S.Daniele - Fontanafredda | 0-3        |
| 1-1        | Pordenone - Pas.Passons   | 0-1        |
| 1-0        | Gradese - Serenissima     | 0-1        |
| 2-0        | Itala S.M. - Cussignacco  | 1-1        |

| andata     | 10ª giornata                | ritorno    |
| 25.11.1990 |                             | 24.03.1991 |
| 0-1        | Pas.Passons - Serenissima   | 0-4        |
| 0-0        | Fontanafredda - Cussignacco | 0-0        |
| 1-0        | Palmanova - Gradese         | 0-0        |
| 1-1        | Cormonese - Pordenone       | 1-0        |
| 0-1        | Ronchi - S.Daniele          | 0-1        |
| 1-1        | S.Sergio - Manzanese        | 0-0        |
| 0-0        | Lucinico - Porcia           | 1-0        |
| 0-0        | Maniago - Itala S.M.        | 1-1        |

| andata     | 13ª giornata              | ritorno    |
| 16.12.1990 |                           | 21.04.1991 |
| 1-1        | Manzanese - Porcia        | 2-2        |
| 1-0        | S.Daniele - Maniago       | 0-1        |
| 2-2        | Pordenone - Lucinico      | 0-0        |
| 4-0        | Gradese - S.Sergio        | 0-1        |
| 3-1        | Cussignacco - Ronchi      | 0-1        |
| 0-1        | Serenissima - Cormonese   | 0-0        |
| 1-4        | Pas.Passons - Palmanova   | 0-2        |
| 0-1        | Itala S.M.- Fontanafredda | 1-1        |

| andata     | 2ª giornata              | ritorno    |
| 30.09.1990 |                          | 27.01.1991 |
| 0-1        | Pordenone - S.Daniele    | 2-3        |
| 0-2        | Gradese - Manzanese      | 1-2        |
| 1-1        | Cussignacco - Porcia     | 0-0        |
| 1-0        | Serenissima - Maniago    | 1-1        |
| 0-0        | Pas.Passons - Lucinico   | 0-1        |
| 1-1        | Fontanafredda - S.Sergio | 3-3        |
| 1-0        | Palmanova - Ronchi       | 1-0        |
| 0-1        | Cormonese - Itala S.M.   | 1-0        |

| andata     | 5ª giornata             | ritorno    |
| 21.10.1990 |                         | 17.02.1991 |
| 1-1        | S.Sergio - Ronchi       | 1-1        |
| 2-0        | Lucinico - Cormonese    | 0-1        |
| 0-2        | Maniago - Palmanova     | 0-0        |
| 2-0        | Porcia - Fontanafredda  | 0-1        |
| 2-1        | Manzanese - Pas.Passons | 1-1        |
| 1-1        | S.Daniele - Serenissima | 2-3        |
| 1-2        | Itala S.M. - Gradese    | 0-0        |
| 0-2        | Pordenone - Cussignacco | 1-4        |

| andata     | 8ª giornata               | ritorno    |
| 11.11.1990 |                           | 10.03.1991 |
| 1-0        | Serenissima - Cussignacco | 3-0        |
| 0-1        | Pas.Passons - Gradese     | 0-0        |
| 3-0        | Fontanafredda - Pordenone | 0-0        |
| 0-0        | Palmanova - S.Daniele     | 2-1        |
| 0-1        | Cormonese - Manzanese     | 2-3        |
| 1-1        | Ronchi - Porcia           | 0-0        |
| 2-0        | S.Sergio - Maniago        | 0-3        |
| 1-1        | Lucinico - Itala S.M.     | 2-1        |

| andata     | 11ª giornata                | ritorno    |
| 02.12.1990 |                             | 07.04.1991 |
| 1-0        | Porcia - Maniago            | 2-1        |
| 0-1        | Manzanese - Lucinico        | 2-0        |
| 1-0        | S.Daniele - S.Sergio        | 0-0        |
| 1-3        | Pordenone - Ronchi          | 1-3        |
| 0-0        | Gradese - Cormonese         | 0-0        |
| 0-0        | Cussignacco - Palmanova     | 1-2        |
| 2-1        | Serenissima - Fontanafredda | 1-1        |
| 2-1        | Itala S.M. - Pas.Passons    | 4-0        |

| andata     | 14ª giornata              | ritorno    |
| 06.01.1991 |                           | 05.05.1991 |
| 3-0        | S.Daniele - Manzanese     | 1-3        |
| 0-0        | Pordenone - Porcia        | 0-3        |
| 1-1        | Gradese - Maniago         | 2-0        |
| 1-1        | Cussignacco - Lucinico    | 1-0        |
| 2-0        | Serenissima - S.Sergio    | 1-0        |
| 1-2        | Pas.Passons - Ronchi      | 1-1        |
| 2-1        | Fontanafredda - Cormonese | 3-2        |
| 1-1        | Itala S.M. - Palmanova    | 3-1        |

| andata     | 3ª giornata              | ritorno    |
| 07.10.1990 |                          | 03.02.1991 |
| 2-3        | Ronchi - Cormonese       | 2-2        |
| 0-2        | S.Sergio - Palmanova     | 2-0        |
| 0-0        | Lucinico - Fontanafredda | 1-2        |
| 1-0        | Maniago - Pas.Passons    | 1-0        |
| 1-2        | Porcia - Serenissima     | 1-0        |
| 0-0        | Manzanese - Cussignacco  | 0-0        |
| 2-1        | S.Daniele - Gradese      | 2-0        |
| 1-0        | Itala S.M. - Pordenone   | 6-1        |

| andata     | 6ª giornata               | ritorno    |
| 28.10.1990 |                           | 24.02.1991 |
| 1-1        | Cussignacco - Gradese     | 2-1        |
| 4-1        | Serenissima - Pordenone   | 1-0        |
| 0-5        | Pas.Passons - S.Daniele   | 1-3        |
| 0-1        | Fontanafredda - Manzanese | 0-2        |
| 2-2        | Palmanova - Porcia        | 1-1        |
| 2-1        | Cormonese - Maniago       | 0-1        |
| 2-1        | Ronchi - Lucinico         | 0-0        |
| 0-1        | S.Sergio - Itala S.M.     | 0-2        |

| andata     | 9ª giornata               | ritorno    |
| 18.11.1990 |                           | 17.03.1991 |
| 1-1        | Maniago - Lucinico        | 1-0        |
| 2-0        | Porcia - S.Sergio         | 1-0        |
| 1-0        | Manzanese - Ronchi        | 0-1        |
| 1-0        | S.Daniele - Cormonese     | 0-2        |
| 0-0        | Pordenone - Palmanova     | 0-2        |
| 0-1        | Gradese - Fontanafredda   | 1-2        |
| 3-2        | Cussignacco - Pas.Passons | 2-2        |
| 2-0        | Itala S.M. - Serenissima  | 0-1        |

| andata     | 12ª giornata                | ritorno    |
| 09.12.1990 |                             | 14.04.1991 |
| 2-1        | Fontanafredda - Pas.Passons | 0-0        |
| 1-0        | Palmanova - Serenissima     | 0-0        |
| 2-0        | Cormonese - Cussignacco     | 2-2        |
| 2-1        | Ronchi - Gradese            | 3-1        |
| 0-1        | S.Sergio - Pordenone        | 2-1        |
| 1-0        | Lucinico - S.Daniele        | 0-0        |
| 0-0        | Maniago - Manzanese         | 0-2        |
| 0-4        | Porcia - Itala S.M.         | 1-1        |

| andata     | 15ª giornata              | ritorno    |
| 13.01.1991 |                           | 12.05.1991 |
| 1-1        | Palmanova - Fontanafredda | 2-1        |
| 3-1        | Cormonese - Pas.Passons   | 1-2        |
| 0-1        | Ronchi - Serenissima      | 0-1        |
| 0-1        | S.Sergio - Cussignacco    | 3-1        |
| 0-0        | Lucinico - Gradese        | 0-2        |
| 2-1        | Maniago - Pordenone       | 3-1        |
| 2-1        | Porcia - S.Daniele        | 0-0        |
| 0-1        | Manzanese - Itala S.M.    | 4-4        |

## Coppa Italia Dilettanti
| Squadra 1                                                                                            | Totale          | Squadra 2                       | Andata | Ritorno |
| --- | --------------- | ------------------------------- | ------ | ------- |
| PRIMO TURNO 2 e 9 settembre 1990                                                                     |                 |                                 |        |         |
| Fontanafredda                                                                                        | 0 - 1           | Porcia                          | 0 - 1  | 0 - 0   |
| Pordenone                                                                                            | 1 - 2           | Maniago                         | 1 - 1  | 0 - 1   |
| Pasianese Passons                                                                                    | 1 - 2           | San Daniele                     | 1 - 2  | 0 - 0   |
| Manzanese                                                                                            | 2 - 3           | Serenissima Pradamano           | 2 - 1  | 0 - 2   |
| Gradese                                                                                              | 1 - 8           | Palmanova                       | 1 - 4  | 0 - 4   |
| Lucinico                                                                                             | 4 - 4 gfc       | Cussignacco                     | 1 - 2  | 3 - 2   |
| Itala San Marco                                                                                      | 2 - 4           | Ronchi                          | 0 - 1  | 2 - 3   |
| Cormonese                                                                                            | 2 - 0           | San Sergio                      | 2 - 0  | 0 - 0   |
| SECONDO TURNO 16 e 26 settembre 1990                                                                 |                 |                                 |        |         |
| Maniago                                                                                              | 1 - 1 gfc       | Porcia                          | 1 - 1  | 0 - 0   |
| Palmanova                                                                                            | 2 - 1           | San Daniele                     | 1 - 0  | 1 - 1   |
| Cormonese                                                                                            | 3 - 2           | Serenissima Pradamano           | 2 - 1  | 1 - 1   |
| Lucinico                                                                                             | 1 - 0           | Ronchi                          | 0 - 0  | 1 - 0   |
| col Terzo Turno le 4 squadre superstiti si incrociano con le squadre provenienti dalle altre regioni |                 |                                 |        |         |
| TERZO TURNO 1 e 15 novembre 1990                                                                     |                 |                                 |        |         |
| Porcia                                                                                               | 3 - 2           | Condinese (Trentino-Alto Adige) | 1 - 1  | 2 - 1   |
| (Veneto/B) Camponogarese                                                                             | 4 - 4 (3-5 dcr) | Palmanova                       | 2 - 2  | 2 - 2   |
| Cormonese                                                                                            | 2 - 7           | Liventina (Veneto/D)            | 2 - 2  | 0 - 5   |
| (Veneto/B) Fiesso d'Artico                                                                           | 2 - 1           | Lucinico                        | 2 - 1  | 0 - 0   |
| QUARTO TURNO 6 e 20 dicembre 1990                                                                    |                 |                                 |        |         |
| (Veneto/A) Lugagnano                                                                                 | 3 - 1           | Porcia                          | 3 - 0  | 0 - 1   |
| Palmanova                                                                                            | 0 - 4           | Miranese (Veneto/C)             | 0 - 1  | 0 - 3   |

## Verso la ristrutturazione dei campionati
Nell'estate 1991 avviene la ristrutturazione dei campionati:
la Serie C2 passa da 4 gironi a 3, l'Interregionale passa da 12 gironi di 16 squadre ciascuno a 9 di 18 e cambia il nome in C.N.D., mentre a livello regionale viene creata l'Eccellenza che diviene il massimo campionato facendo scendere la Promozione (e le Categorie sottostanti) di uno scalino.
| Legenda                                            |
| In Campionato Interregionale 1991-1992             |
| In Eccellenza Friuli-Venezia Giulia 1991-1992      |
| In Promozione Friuli-Venezia Giulia 1991-1992      |
| In Prima Categoria Friuli-Venezia Giulia 1991-1992 |

| Promozione 90-91 |                       |     |
| Pos              | Squadra               | Pti |
| 1                | Palmanova             | 44  |
| 2                | Serenissima Pradamano | 40  |
| 3                | Manzanese             | 36  |
| 3                | Fontanafredda         | 36  |
| 5                | San Daniele           | 35  |
| 6                | Itala San Marco       | 34  |
| 7                | Porcia                | 33  |
| 8                | Cormonese             | 32  |
| 9                | Cussignacco           | 31  |
| 10               | Ronchi                | 30  |
| 11               | Lucinico              | 28  |
| 11               | Maniago               | 28  |
| 13               | Gradese               | 25  |
| 14               | San Sergio            | 21  |
| 15               | Pasianese             | 15  |
| 16               | Pordenone             | 12  |

| 1ª Categoria, gir.A 90-91 |                    |     |
| Pos                       | Squadra            | Pti |
| 1                         | Gemonese           | 42  |
| 2                         | Valnatisone        | 39  |
| 3                         | San Luigi          | 37  |
| 3                         | Sanvitese          | 37  |
| 5                         | Juniors Casarsa    | 36  |
| 6                         | Tavagnacco         | 34  |
| 7                         | Portuale Trieste   | 31  |
| 8                         | Flumignano         | 30  |
| 9                         | Spilimbergo        | 29  |
| 10                        | Bujese             | 28  |
| 11                        | Varmo              | 27  |
| 12                        | Pro Fagagna        | 25  |
| 12                        | Pro Osoppo         | 25  |
| 14                        | Arteniese          | 24  |
| 15                        | San Marco Sistiana | 20  |
| 16                        | Cividalese         | 16  |

| 1ª Categoria, gir.B 90-91 |                  |     |
| Pos                       | Squadra          | Pti |
| 1                         | Tamai            | 40  |
| 2                         | Cervignano       | 36  |
| 3                         | San Canzian      | 35  |
| 4                         | Costalunga       | 34  |
| 5                         | Juventina        | 33  |
| 5                         | Pro Aviano       | 33  |
| 7                         | Aquileia         | 32  |
| 8                         | Fortitudo Muggia | 31  |
| 9                         | Cordenonese      | 30  |
| 10                        | Sangiorgina      | 28  |
| 10                        | Ruda             | 28  |
| 12                        | Ponziana         | 26  |
| 12                        | Percoto          | 26  |
| 12                        | Fiumicello       | 26  |
| 15                        | Trivignano       | 25  |
| 16                        | Lauzacco         | 17  |

|}
- Dal Campionato Interregionale 1990-1991 scendono in Eccellenza Friuli-Venezia Giulia 1991-1992 le retrocesse Sacilese e San Giovanni Trieste.
- Delle 6 squadre vincitrici dei gironi di Seconda Categoria Friuli-Venezia Giulia 1990-1991 - Polcenigo (A), Vivai Rauscedo (B), Bressa (C), Pozzuolo (D), Gonars (E) e Zarja (F) - salgono in Promozione Friuli-Venezia Giulia 1991-1992 in 4, ovvero le prime 2 classificate di due triangolari, mentre le ultime classificate vanno in Prima Categoria.
  - Gir.A: V.Rauscedo-Zarja 2-0; Gonars-V.Rauscedo 3-2; Zarja-Gonars 0-1. Gonars e V.Rauscedo in Promozione; Zarja in Prima Categoria
  - Gir.B: Pozzuolo-Polcenigo 0-1; Bressa-Pozzuolo 1-1; Polcenigo-Bressa 1-1. Polcenigo e Bressa in Promozione; Pozzuolo in Prima Categoria

- In Seconda Categoria: 6 gironi
  - Delle 6 vincitrici 4 vanno in Promozione, le rimanenti 2 passano in Prima Categoria
  - Le squadre classificate dal 2º all'8º posto passano in Prima Categoria
  - Delle 6 squadre piazzate al 9º posto 4 vanno in Prima Categoria, le rimaneti 2 rimangono in Seconda Categoria
  - Le altre squadre rimangono in Seconda Categoria

- In Terza Categoria: 7 gironi
  - Le squadre classificate dal 1º al 5º posto passano in Seconda Categoria
  - Le altre squadre rimangono in Terza Categoria